# Sarrigné
Sarrigné – miejscowość i gmina we Francji, w regionie Kraj Loary, w departamencie Maine i Loara.
Według danych na rok 2010 gminę zamieszkiwało 818 osób, a gęstość zaludnienia wynosiła 275 osób/km².